# Garrahand
El garrahand es un instrumento musical de percusión.

## Historia

### Origen
El garrahand fue creado en la Argentina, por los músicos Ary Lacanna y Federico Parra. Este invento es una cruza de garrafa con lengüetas en su parte superior.

### Diseño
El garrahand es de acero.
Sus creadores cambiaron el tamaño, la afinación, la forma e inventaron un micrófono especial que no reproduce el sonido de afuera, solo el del instrumento, para que pudiera ser amplificado sin que se sumara el sonido de otros instrumentos que estuvieran cerca. 
El garrahand es electroacústico, en sus versiones amplificada para tocar en vivo, y la hippie, para ser tocado entre las piernas, sin cables. 
Con el garrahand se puede tener varias afinaciones.

## Fuente
- EL GARRAHAND, Sonido sideral, diario Pagina12
- sitio oficial de los creadores

- Datos: Q5875501